# Mariann Grunder
Mariann Grunder, eigentlich Susy Mariann Grunder, (* 16. Januar 1926 in Bern; † 28. April 2016 ebenda) war eine Schweizer Bildhauerin.

## Leben und Werk
Mariann Grunder, die Tochter von Hanna und Alfred Grunder-Gilomen, wuchs in Bern auf und erwarb 1946 das Primarlehrerinnenpatent. Der Zeichenlehrer im Seminar förderte ihre künstlerische Begabung. Ab 1946 folgten regelmässige Aufenthalte in Paris, wo sie u. a. Antoine Watteau kopierte. Ihr Werk bestand bis dahin aus post-impressionistischen und kubistischen Malereien. 
1954 begann Grunder eine Bildhauerlehre in Gümligen und unterhielt ab 1958 ein eigenes Atelier in Rubigen. 1960 schloss sie ihre Ausbildung bei László Szabó ab. Es folgte 1964 die erste Einzelausstellung. Sie befreundete sich mit Meret Oppenheim, deren Werk sich Grunder verbunden fühlte. Erste plastische Arbeiten wiesen mehrheitlich runde, organische Formen auf, die etwas an Henry Moore oder Hans Arp erinnerten. Als Bildhauerin soll sich Grunder neben den dominierenden Eisenplastikern in Bern etwas isoliert gefühlt haben, weshalb sie sich der Szene der Zürcher Konkreten annäherte. In den 1980er Jahren begann sie, mit partiell bearbeiteten Findlingen zu arbeiten. Daneben entstanden auch Prägedrucke und grossformatige Zeichnungen.
1997 verbrachte Grunder längere Zeit in New York. Sie war bis Ende der 1980er-Jahre Mitglied der Gesellschaft Schweizerischer Maler und Bildhauer (GSMBA).

## Stipendien
- 1958: Louise-Aeschlimann-und-Margarete Corti-Stipendium
- 1959 und 1960: Kiefer Hablitzel Stipendium